# Escola del Bosc
La Escola del Bosc fue una institución pedagógica nacida a iniciativa de la Ayuntamiento de Barcelona e inspirada en los movimientos pedagógicos republicanos.
La Mancomunidad de Cataluña y el Ayuntamiento de Barcelona, habían empezado a considerar la cuestión escolar como cosa propia a partir del 1914. La presencia en el Ayuntamiento de un número importante de regidores republicanos especialmente preocupados por las cuestiones pedagógicas, hizo que el tema escolar aconteciera uno de los ejes de la política municipal, además de contar con un presupuesto importante por el área de cultura aprobado el 1908.
La influencia de movimientos pedagógicos como el Escuela Moderna y los centros escolares vinculados a los ateneos obreros habían creado una oferta pedagógica con unos contenidos ideológicos que no podían satisfacer nada la burguesía industrial, y finalmente esta consideró conveniente hacer una oferta propia de plazas gratuitas de enseñanza pública de calidad.
Esto fue posible porque existieron maestros de categoría que aportaron todo su esfuerzo: Rosa Sensat, Pere Vergés y Farrés, Josep Puig Elías, Artur Martorell...
La Escola del Bosc estaba ubicada en la antigua torre Laribal, al Parque de Montjuic. El edificio fue reformado y adaptado por Antoni Helecho que había ganado un concurso con su proyecto en 1913. Fue inaugurada lo 8 de mayo de 1914. La mayoría de las clases se hacían al aire libre, y la expresión corporal y la música tenían un papel bastante importante. La positiva experiencia de la Escuela de Bosque animó a crear otros centros escolares municipales de características similares, uno en la playa y otro en El Guinardó, en el segundo parque municipal hecho en Barcelona. También en el campo de los parvularios el Ayuntamiento optó por una línea avanzada. Después de enviar maestros becados a aprender el método Montessori, creó a Barcelona dos centros que lo aplicaran, la Casa de los Niños, a la calle Aribau, 155 (trasladada en 1932 a la calle Córcega, 268), y la Escuela Montessori de la calle Ataülf, 12.